# サキシマアオヘビ
サキシマアオヘビ（先島青蛇、Cyclophiops herminae）は、有鱗目ナミヘビ科アオヘビ属に分類されるヘビ。

## 分布
日本固有種。八重山列島（石垣島、西表島、竹富島、小浜島、波照間島など）。宮古島（宮古列島）での記録もあるが、標本に基づく確かな記録がないなどとして、誤認であると考えられている。

## 形態
全長50-85cm、頭胴長40-70cm。背面の色は僅かに緑色がかる褐色を呈し、アオヘビとつくわりに色彩は青くない。不明瞭な縦条を持つ個体もいる。リュウキュウアオヘビと比べ胴体は太く、頭部は小型吻部は尖る。
体鱗列数は17列、まれに19列。尾下数は47-61対、腹板数は161-164枚。
雌は雄より胴体が太く尾が短くなり、全長も長いが、単独の個体の外見のみで雌雄を判断することは難しい。
幼蛇の色彩はリュウキュウアオヘビと同じく褐色の斑紋が見られるが、後半部にゆくに従い徐々に薄れる。

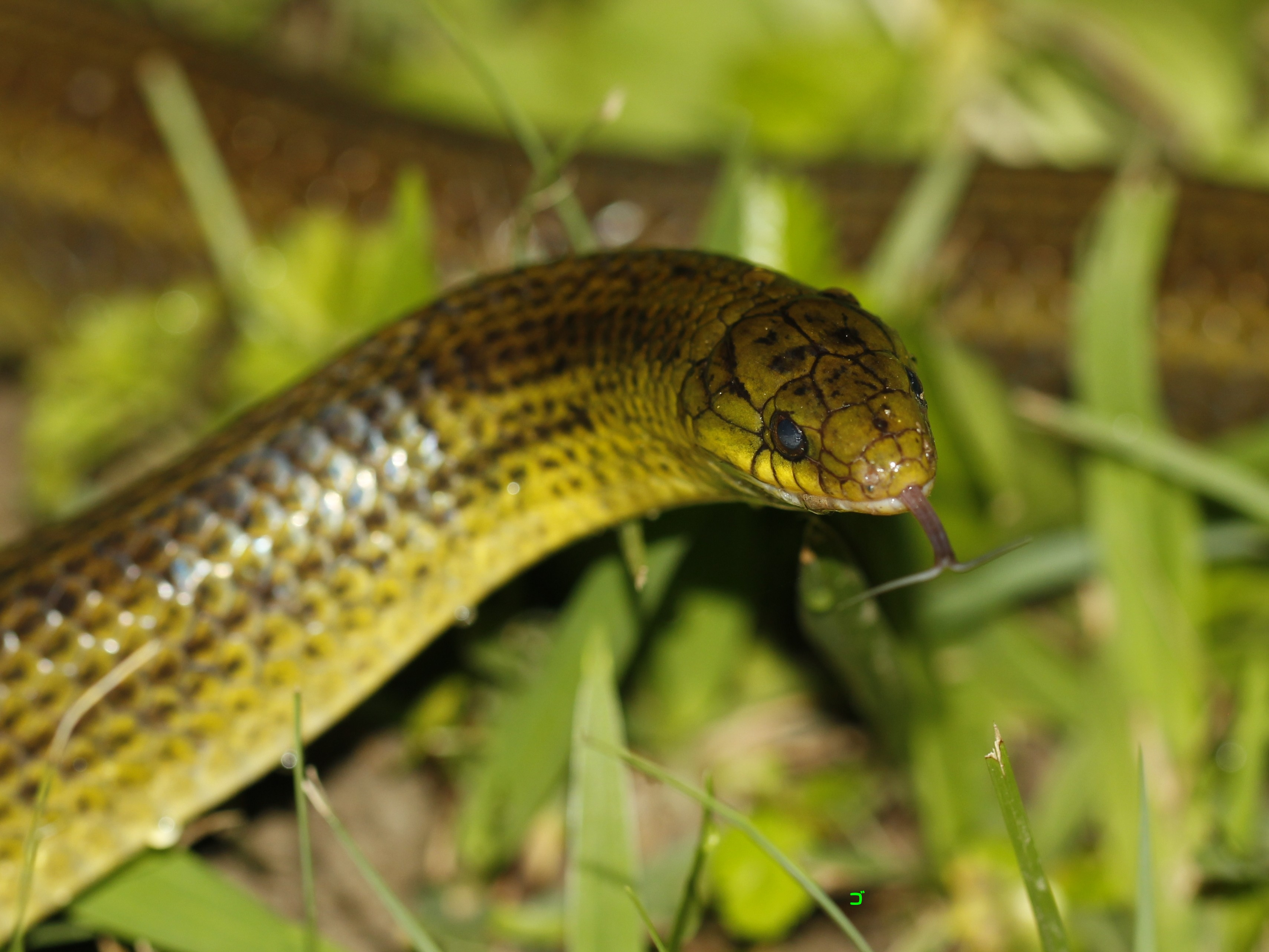
サキシマアオヘビの頭部

### 類似種との識別
- リュウキュウアオヘビとは分布域が異なる[5]。
- 分布域の重なるサキシママダラとは、黒褐色の横帯で識別できる[5]。

## 生態
詳しい生態･食性は不明。
低地から、ことに山地に生息する。昼行性だが、夜間の活動も見られるまれに夕方にも活動が見られる。

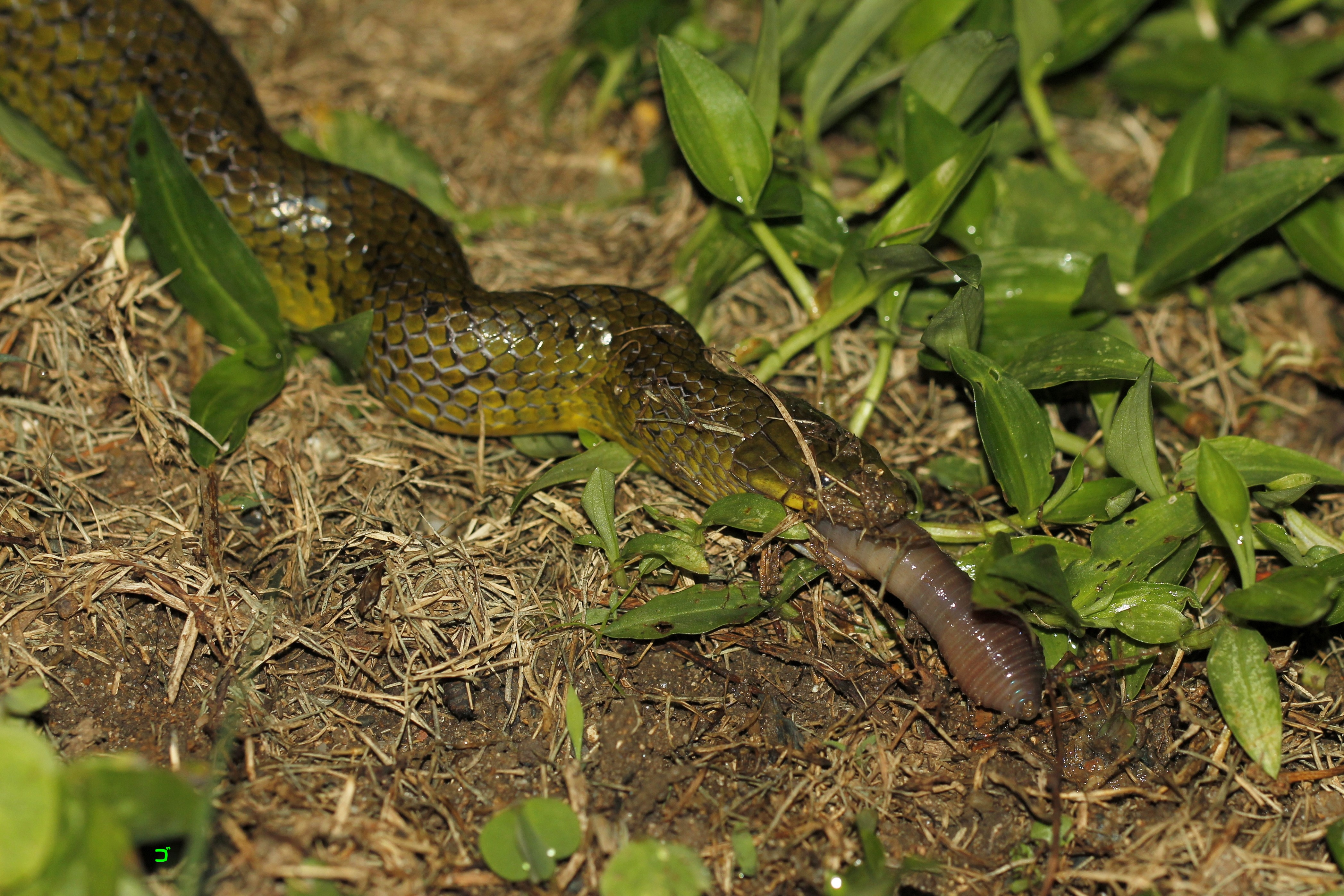
ミミズを捕食するサキシマアオヘビ

食性は肉食で、ミミズを食べる。

### 繁殖
卵生で、8月中旬に9個の卵を持った個体が確認されているが、詳細はまだわかっていない。

## 保全状況評価
本種の生息密度が低いと考えられていること、生息地において導入されたイタチによる捕食の可能性があることにより、環境省のレッドリストにおいて準絶滅危惧と評価されている。
また、本種の生息地域である沖縄県のレッドデータブックにおいても、同様な理由により準絶滅危惧と評価されている。さらに、当山（2005年）では、イタチによるトカゲ類等への捕食の影響が大きいものであるとの報告があり、本種の捕食圧も深刻なものであろうと指摘している。
準絶滅危惧（NT）（環境省レッドリスト）